# Gnomidolon wappesi
Gnomidolon wappesi är en skalbaggsart som beskrevs av Martins 2006. Gnomidolon wappesi ingår i släktet Gnomidolon och familjen långhorningar. Inga underarter finns listade i Catalogue of Life.